# Europees kampioenschap voetbal onder 16 - 1988 (kwalificatie)
Het kwalificatietoernooi voor het Europees kampioenschap voetbal onder 16 voor mannen was een toernooi dat duurde van 17 september 1987 tot en met 30 maart 1988. Dit toernooi zou bepalen welke 15 landen zich kwalificeerden voor het Europees kampioenschap voetbal mannen onder 16 van 1988. 
Spanje hoefde niet aan dit toernooi mee te doen, omdat dit land als gastland direct gekwalificeerd is voor het hoofdtoernooi.

## Gekwalificeerde landen
| Land                           | Gekwalificeerd als           | Aantal deelnames |
| ------------------------------ | ---------------------------- | ---------------- |
| Spanje                         | Gastland                     | 3e               |
| Portugal                       | Winnaar kwalificatiegroep 1  | 4e               |
| België                         | Winnaar kwalificatiegroep 2  | Debuut           |
| Duitse Democratische Republiek | Winnaar kwalificatiegroep 3  | 4e               |
| Frankrijk                      | Winnaar kwalificatiegroep 4  | 4e               |
| Oostenrijk                     | Winnaar kwalificatiegroep 5  | 3e               |
| Finland                        | Winnaar kwalificatiegroep 6  | 2e               |
| Noorwegen                      | Tweede kwalificatiegroep 6   | 4e               |
| West-Duitsland                 | Winnaar kwalificatiegroep 7  | 5e               |
| Hongarije                      | Winnaar kwalificatiegroep 8  | 2e               |
| Zweden                         | Winnaar kwalificatiegroep 9  | 3e               |
| Ierland                        | Winnaar kwalificatiegroep 10 | Debuut           |
| Turkije                        | Winnaar kwalificatiegroep 11 | 2e               |
| Zwitserland                    | Winnaar kwalificatiegroep 12 | Debuut           |
| Roemenië                       | Winnaar kwalificatiegroep 13 | 2e               |
| Joegoslavië                    | Winnaar kwalificatiegroep 14 | 5e               |

## Kwalificatieronde

### Groep 1
De wedstrijden werden gespeeld op 9 en 23 maart 1988.
| Pos | Team      | Wed | W | G | V | Ptn | DV | DT | +/− | Kwalificatie                      |  | POR | BUL |
| --- | --------- | --- | - | - | - | --- | -- | -- | --- | --------------------------------- |  | --- | --- |
| 1   | Portugal  | 2   | 2 | 0 | 0 | 4   | 3  | 1  | +2  | Geplaatst voor het hoofdtoernooi. |  | —   | 1–0 |
| 2   | Bulgarije | 2   | 0 | 0 | 2 | 0   | 1  | 3  | −2  |                                   |  | 1–2 | —   |

### Groep 2
De wedstrijden werden gespeeld op 18 november en 9 december 1987.
| Pos | Team      | Wed | W | G | V | Ptn | DV | DT | +/− | Kwalificatie                      |  | BEL | LUX |
| --- | --------- | --- | - | - | - | --- | -- | -- | --- | --------------------------------- |  | --- | --- |
| 1   | België    | 2   | 2 | 0 | 0 | 4   | 6  | 0  | +6  | Geplaatst voor het hoofdtoernooi. |  | —   | 3–0 |
| 2   | Luxemburg | 2   | 0 | 0 | 2 | 0   | 0  | 6  | −6  |                                   |  | 3–0 | —   |

### Groep 3
De wedstrijden werden gespeeld op 18 november en 8 december 1987.
| Pos | Team                           | Wed | W | G | V | Ptn | DV | DT | +/− | Kwalificatie                      |  | GDR | CYP |
| --- | ------------------------------ | --- | - | - | - | --- | -- | -- | --- | --------------------------------- |  | --- | --- |
| 1   | Duitse Democratische Republiek | 2   | 1 | 0 | 1 | 2   | 3  | 1  | +2  | Geplaatst voor het hoofdtoernooi. |  | —   | 3–0 |
| 2   | Cyprus                         | 2   | 1 | 0 | 1 | 2   | 1  | 3  | −2  |                                   |  | 1–0 | —   |

### Groep 4
De wedstrijden werden gespeeld op 9 en 23 maart 1988.
| Pos | Team      | Wed | W | G | V | Ptn | DV | DT | +/− | Kwalificatie                      |  | FRA | NED |
| --- | --------- | --- | - | - | - | --- | -- | -- | --- | --------------------------------- |  | --- | --- |
| 1   | Frankrijk | 2   | 2 | 0 | 0 | 4   | 5  | 0  | +5  | Geplaatst voor het hoofdtoernooi. |  | —   | 4–0 |
| 2   | Nederland | 2   | 0 | 0 | 2 | 0   | 0  | 5  | −5  |                                   |  | 0–1 | —   |

### Groep 5
De wedstrijden werden gespeeld op 2 december 1987 en 30 maart 1988.
| Pos | Team        | Wed | W | G | V | Ptn | DV | DT | +/− | Kwalificatie                      |  | AUT | GRE |
| --- | ----------- | --- | - | - | - | --- | -- | -- | --- | --------------------------------- |  | --- | --- |
| 1   | Oostenrijk  | 2   | 1 | 0 | 1 | 2   | 3  | 2  | +1  | Geplaatst voor het hoofdtoernooi. |  | —   | 2–0 |
| 2   | Griekenland | 2   | 1 | 0 | 1 | 2   | 2  | 3  | −1  |                                   |  | 2–1 | —   |

### Groep 6
De wedstrijden werden gespeeld tussen 17 september en 3 november 1987.
| Pos | Team       | Wed | W | G | V | Ptn | DV | DT | +/− | Kwalificatie                      |     | FIN | NOR | DEN |
| --- | ---------- | --- | - | - | - | --- | -- | -- | --- | --------------------------------- | --- | --- | --- | --- |
| 1   | Finland    | 4   | 2 | 1 | 1 | 5   | 7  | 6  | +1  | Geplaatst voor het hoofdtoernooi. |     | —   | 3–0 | 2–0 |
| 2   | Noorwegen  | 4   | 1 | 2 | 1 | 4   | 6  | 6  | 0   |                                   |     | 1–1 | —   | 1–1 |
| 3   | Denemarken | 4   | 1 | 1 | 2 | 3   | 7  | 8  | −1  |                                   | 5–1 | 1–4 | —   |     |

### Groep 7
De wedstrijden werden gespeeld op 2 en 24 maart 1988.
| Pos | Team           | Wed | W | G | V | Ptn | DV | DT | +/− | Kwalificatie                      |  | FRG | SCO |
| --- | -------------- | --- | - | - | - | --- | -- | -- | --- | --------------------------------- |  | --- | --- |
| 1   | West-Duitsland | 2   | 1 | 1 | 0 | 3   | 2  | 1  | +1  | Geplaatst voor het hoofdtoernooi. |  | —   | 1–1 |
| 2   | Schotland      | 2   | 0 | 1 | 1 | 1   | 1  | 2  | −1  |                                   |  | −   | —   |

### Groep 8
De wedstrijden werden gespeeld op 25 oktober 1987 en 26 maart 1988.
| Pos | Team              | Wed | W | G | V | Ptn | DV | DT | +/− | Kwalificatie                      |  | HUN | TCH |
| --- | ----------------- | --- | - | - | - | --- | -- | -- | --- | --------------------------------- |  | --- | --- |
| 1   | Hongarije         | 2   | 1 | 0 | 1 | 2   | 2  | 2  | 0   | Geplaatst voor het hoofdtoernooi. |  | —   | 1–0 |
| 2   | Tsjecho-Slowakije | 2   | 1 | 0 | 1 | 2   | 2  | 2  | 0   |                                   |  | 2–1 | —   |

### Groep 9
De wedstrijden werden gespeeld op 30 september en 17 oktober 1987.
| Pos | Team    | Wed | W | G | V | Ptn | DV | DT | +/− | Kwalificatie                      |  | SWE | ISL |
| --- | ------- | --- | - | - | - | --- | -- | -- | --- | --------------------------------- |  | --- | --- |
| 1   | Zweden  | 2   | 1 | 1 | 0 | 3   | 8  | 3  | +5  | Geplaatst voor het hoofdtoernooi. |  | —   | 5–0 |
| 2   | IJsland | 2   | 0 | 1 | 1 | 1   | 3  | 8  | −5  |                                   |  | 3–3 | —   |

### Groep 10
De wedstrijden werden gespeeld op 17 november 1987 en 8 maart 1988.
| Pos | Team          | Wed | W | G | V | Ptn | DV | DT | +/− | Kwalificatie                      |  | IRL | NIR |
| --- | ------------- | --- | - | - | - | --- | -- | -- | --- | --------------------------------- |  | --- | --- |
| 1   | Ierland       | 2   | 1 | 1 | 0 | 3   | 2  | 0  | +2  | Geplaatst voor het hoofdtoernooi. |  | —   | 2–0 |
| 2   | Noord-Ierland | 2   | 0 | 1 | 1 | 1   | 0  | 2  | −2  |                                   |  | 0–0 | —   |

### Groep 11
De wedstrijden werden gespeeld op 15 oktober 1987 en 25 maart 1988.
| Pos | Team    | Wed | W | G | V | Ptn | DV | DT | +/− | Kwalificatie                      |  | TUR | POL |
| --- | ------- | --- | - | - | - | --- | -- | -- | --- | --------------------------------- |  | --- | --- |
| 1   | Turkije | 2   | 0 | 2 | 0 | 2   | 2  | 2  | 0   | Geplaatst voor het hoofdtoernooi. |  | —   | 1–1 |
| 2   | Polen   | 2   | 0 | 2 | 0 | 2   | 2  | 2  | 0   |                                   |  | 1–1 | —   |

### Groep 12
De wedstrijden werden gespeeld op 25 november 1987 en 16 maart 1988.
| Pos | Team        | Wed | W | G | V | Ptn | DV | DT | +/− | Kwalificatie                      |  | SUI | ITA |
| --- | ----------- | --- | - | - | - | --- | -- | -- | --- | --------------------------------- |  | --- | --- |
| 1   | Zwitserland | 2   | 1 | 0 | 1 | 2   | 3  | 3  | 0   | Geplaatst voor het hoofdtoernooi. |  | —   | 3–0 |
| 2   | Italië      | 2   | 1 | 0 | 1 | 2   | 3  | 3  | 0   |                                   |  | 3–0 | —   |

### Groep 13
De wedstrijden werden gespeeld op 11 en 25 november 1987.
| Pos | Team       | Wed | W | G | V | Ptn | DV | DT | +/− | Kwalificatie                      |  | ROU | SMR |
| --- | ---------- | --- | - | - | - | --- | -- | -- | --- | --------------------------------- |  | --- | --- |
| 1   | Roemenië   | 2   | 2 | 0 | 0 | 4   | 11 | 3  | +8  | Geplaatst voor het hoofdtoernooi. |  | —   | 5–1 |
| 2   | San Marino | 2   | 0 | 0 | 2 | 0   | 3  | 11 | −8  |                                   |  | 2–6 | —   |

### Groep 14
De wedstrijden werden gespeeld op 25 november 1987 en 28 maart 1988.
| Pos | Team        | Wed | W | G | V | Ptn | DV | DT | +/− | Kwalificatie                      |  | YUG | URS |
| --- | ----------- | --- | - | - | - | --- | -- | -- | --- | --------------------------------- |  | --- | --- |
| 1   | Joegoslavië | 2   | 1 | 0 | 1 | 2   | 4  | 2  | +2  | Geplaatst voor het hoofdtoernooi. |  | —   | 3–0 |
| 2   | Sovjet-Unie | 2   | 1 | 0 | 1 | 2   | 2  | 4  | −2  |                                   |  | 2–1 | —   |

Jeugd-EK's: onder 21 · onder 19       Jeugd-WK's: onder 20 · onder 17